# Vire (reka)
Vire je 128 km dolga reka v severozahodni francoski regiji Spodnji Normandiji.
Reka izvira na stičišču treh departmajev Spodnje Normandije (Manche, Calvados, Orne na ozemlju občine Chaulieu. Sprva teče v smeri sever-severozahod (do njenega desnega pritoka Souleuvre), nakar se usmeri na zahod; v tem srednjem delu ustvari reka tudi do 80 m globoko sotesko. Po izhodu iz nje pri Pont-Farcyu se usmeri proti severu in se preko močvirij pri Isignyju izliva v Rokavski preliv, pri čemer so njeni zadnji trije kilometri kanalizirani.
Reka teče skozi naslednje departmaje in kraje:
- Calvados: Vire,
- Manche: Tessy-sur-Vire, Torigni-sur-Vire, Saint-Lô,
- Calvados: Isigny-sur-Mer.

Glavni pritoki reke Vire so:
- Virène (13 km) pri Saint-Germain-de-Tallevende (levi),
- Allière (18 km) pri Viru (desni),
- Brévogne (17 km) pri La Graverie (levi),
- Souleuvre (18 km) pri Campeauxu (desni),
- Drôme (17 km) pri Pont-Farcyju (levi),
- Jacre (13 km) pri Fervachesu (desni),
- Joigne (13 km) pri Saint-Lôju (levi),
- Elle (32 km) pri Airelu (desni),
- Aure (82 km) pri Isigny-sur-Mer (desni).